# 大分平野
大分平野（おおいたへいや）は、大分県大分市の別府湾南岸にある平野。
大分川と大野川が形成した三角州とそれらの間の沖積平野とからなる。2つの河川の間には丘陵地帯があるため、平野の面積は決して大きいとは言えないが、山がちの大分県内においては屈指の広さの平野であり、古くから農業が盛んで、大分県内で最も人口が稠密な地域となっている。また、近年、沿岸には埋め立て地が造成され大分臨海工業地帯が発達している。
『豊後国風土記』によれば、景行天皇がこの地を訪れた際に大分平野に広がる大きな田を見て、「広大なる哉、この郡は。よろしく碩田国（おおきたのくに）と名づくべし」と感嘆して名づけ、これが「大分」の語源になったとされる。しかしながら、大分平野は広大とは言えないため、近年では、狭くて入りくんだ地形に多くの田が造られている様子を形容した「多き田」が転じて「大分」になったとするのが定説である。
大分平野の地下では、古来の植物性堆積物に由来する泥炭層と、天然ガス及び熱水が蓄積しており、大分平野の各地で湧出した熱水は「大深度地熱温泉」として知られている。

## 主要河川
- 大分川
- 大野川